# Spilosoma turensis
Spilosoma turensis là một loài bướm đêm thuộc phân họ Arctiinae, họ Erebidae.